# Camptomyces guatemalensis
Camptomyces guatemalensis är en svampart som beskrevs av Thaxt. 1926. Camptomyces guatemalensis ingår i släktet Camptomyces och familjen Laboulbeniaceae.   Inga underarter finns listade i Catalogue of Life.